# Плетёнка (приток Трубежа)
Плетёнка — малая река в Рязанской области России. Исток находится северо-западнее посёлка Добрые Пчелы Захаровского района. При слиянии в черте Рязани с рекой Павловкой образует впадающую в Оку реку Трубеж, являясь её левым притоком. Протекает в северо-восточном направлении. Длина — 60 км, площадь водосборного бассейна — 395 км².

## Притоки (км от устья)
- овраг Хоботов[3] (лв)
- овраг Любякин[4] (лв)
- Шуринка[5] (пр)
- овраг Крутой[6] (пр)
- 50 км: Ведерка[5] (пр)
- овраг Ловецкий[7] (пр)

## Данные водного реестра
По данным государственного водного реестра России относится к Окскому бассейновому округу, водохозяйственный участок реки — Ока от города Коломна до города Рязань, речной подбассейн реки — бассейны притоков Оки до впадения Мокши. Речной бассейн реки — Ока.
Код объекта в государственном водном реестре — 09010102012110000024992.

## История
В 1548 году царь Иван Васильевич пожаловал монастырю Покрова Пресвятой Богородицы Аграфениной пустыни селище с пожнями и Мальцевскую оброчную мельницу на устье реки Плетёнка на речке Павловки.
В XVIII веке на берегу реки Павловка, рядом от устья реки Плетенка работала оброчная водяная мельница, которая по всемилостивейшему пожалованию была отдана Рязанскому архиерейскому дому. В этот период в даче села Мервино ещё работали оброчные водяные мельницы, которые были всемилостивейше пожалованы Спасо-Преображенскому и Троицкому монастырю.
После секуляризации монастырских земель по реформе 1764 года Спасо-Преображенский монастырь Рязани владел водяной мукомольной мельницей на речке Плетёнка. Монастырская водяная мельница сдавалась на арендное содержание.
После октябрьской революции в 1918 году мельница Спасо-Преображенского монастыря на реке Плетенка и мельница Троицкого монастыря на реке Павловка перешли в ведомство совета Мервинского сельского общества села Мервино. В советское время в местности устья реки Плетёнки работала водяная мукомольная мельница.
В 1924 г. общий отдел Рязанского Уисполкома сдавали в аренду бывшую мельницу Троицкого монастыря, которая находилась в аренде гражданина Фролова М. К. На открытые торги также была предложена водяная мельница при селе Мервино Троицкой волости, которая называлась Цыганка. До объявления торгов водяная мельница находилась в аренде гражданина Щербакова.
В газете Рабочий клич 25 апреля 1925 г. публикуется новость о загадочном явлении на берегу реки Плетёнка. В газете Рабочий клич сообщалось, что вблизи села Мервино Троицкой волости Рязанского уезда, в протекающей здесь небольшой речке Плетёнка образовался провал. Из прорвала вышла большая скала, на которой оказалась развалившиеся мельница с частями жернов и плотина со свежей соломой. По сообщению корреспондента, столетние старики не помнят, чтобы на этом месте была когда-нибудь мельница.
В летнее время 1946 года вблизи села Подвязье Мервинского района на реке Плетёнка активно велось строительство гидростанции. В газете Сталинское знамя 27 октября 1946 года публиковалась новость, что колхоз МОПР (Международная организация помощи борцам революции) села Подвязье Мервинского района построил на реке Плетёнка гидроэлектростанцию мощностью 40 киловатт.
Напротив горы ул. Зафабричная Московского микрорайона г. Рязани и окраины поселка Мервино расположена старица реки Плетёнка. В советское время было прорыто небольшое русло с плотиной на речке Плетёнка. Новое русло на речке Плетёнка носило народное название Новая речка. До строительства Московского микрорайона на берегу старицы реки Плетёнка находилось учебное военное стрельбище.
По данным газеты Сталинское знамя 17 мая 1941 г. в правлении колхоза имени Молотова было принято решение использовать луга Бизово и Тестово на берегу излучины реки Плетёнка под летнее пастбище для скота.
По данным Плана генерального межевания Рязанского уезда 1797 г. ручей Бохот назывался овраг Хоботов, по которому протекал ручей по земле села Мервино ведомства коллегии экономии государственных крестьян. Хоботовский отвершек оврага Хоботов располагался на земле дачи села Дягилево. Местные жители поселка Мервино называют ручей Бохт. Название ручья Бохт трансформировалось в городской среде в более удобную форму произношения.

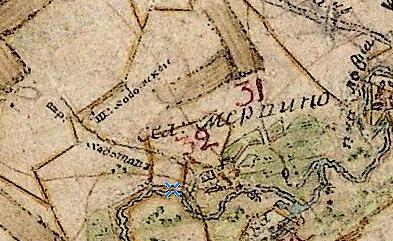
Овраг Хоботов. План 1797 г.

## Авиакатастрофа рядом с мостом через реку
24 июня 2022 года в пойме реки при следовании с аэродрома Дягилево разбился самолёт ИЛ-76, был повреждён мост через реку, позже был отреставрирован. Год спустя, 24 июня 2023 года на месте крушения (берег реки рядом с мостом) был открыт мемориал в виде камня.